# (358894) Demetrescu
(358894) Demetrescu est un astéroïde de la ceinture principale.

## Description
(358894) Demetrescu est un astéroïde de la ceinture principale. Il fut découvert le 12 mars 2008 à La Silla par EURONEAR. Il présente une orbite caractérisée par un demi-grand axe de 3,06 UA, une excentricité de 0,04 et une inclinaison de 10,3° par rapport à l'écliptique.

## Compléments